# Conomorphus bimaculatus
Conomorphus bimaculatus es una especie de coleóptero de la familia Mycteridae.

## Distribución geográfica
Habita en Brasil.